# Конок (Иннокентьевский сельсовет)
Конок — поселок в Партизанском районе Красноярского края в составе Иннокентьевского сельсовета у одноимённого бывшего разъезда Красноярской железной дороги.

## География
Находится примерно в 7 километрах по прямой на юго-восток от районного центра села Партизанское .

## Климат
Климат умеренно холодный, континентальный. Вегетационный период продолжается, в среднем, 135 дней-148 дней, а безморозный в среднем 96 дней, с колебаниями в отдельные годы от 105 до 79 дней. Устойчивый снежный покров лежит более пяти месяцев (в среднем с первой декады ноября до конца апреля). Средняя высота снежного покрова под пологом составляет 56 см, на открытых участках — 19 см. Среднегодовое количество осадков 375 мм. Средняя температура воздуха за год −0,9°С.

## Население
| 2010 |
| ---- |
| 4    |

Постоянное население составляло 7 человек в 2002 году (100 % русские), 4 в 2010.